# 18019 Dascoli
18019 Dascoli è un asteroide della fascia principale. Scoperto nel 1999, presenta un'orbita caratterizzata da un semiasse maggiore pari a 2,3332844 UA e da un'eccentricità di 0,0832624, inclinata di 3,21096° rispetto all'eclittica.